# NGC 2994
NGC 2994 é uma galáxia lenticular (S0) localizada na direcção da constelação de Leo. Possui uma declinação de +22° 05' 21" e uma ascensão recta de 9 horas, 47 minutos e 16,1 segundos.
A galáxia NGC 2994 foi descoberta em 24 de Fevereiro de 1827 por John Herschel.